# Frances Marion
Frances Marion (San Francisco, SAD, 18. studenog 1888. - Los Angeles, SAD, 12. svibnja 1973.) - bila je američka novinarka, glumica, spisateljica, redateljica i jedna od najvažnijih scenaristica ranog Hollywooda.
Tijekom svoje karijere napisala je preko 325 scenarija. Bila je prva spisateljica koja je osvojila dva Oscara. Marion je svoju filmsku karijeru započela radeći za redatelja Louisa Webera. Napisala je brojne scenarije za nijeme filmove za glumicu Mary Pickford, prije nego što je prešla na pisanje zvučnih filmova.
Napisala je, surađivala i adaptirala više od 150 scenarija između 1915. i 1939., ostavivši snažan trag na američkom nijemom i zvučnom filmu. U nijemoj eri napisala je scenarije za: Mary Pickford, Marion Davies i Lillian Gish, istaknuvši se adaptacijom književnih predložaka u scenarije za filmove “Stella Dallas” i “Grimizno slovo” (oba 1926.). U tom razdoblju okušala se i kao redateljica, snimivši tri filma. U tridesetima, svoj rad potvrdila je pisanjem scenarija za filmove: “Velika kuća” (1930.), “Anna Christie” (1930.), “Šampion” (1931.), “Večera u osam” (1933.) i “Dama s kamelijama” (1936). Osvojila je dva Oscara, postavši prva scenaristica koja je tu nagradu osvojila dva puta. U ranim četrdesetima napustila je Hollywood, posvetivši se pisanju romana i kazališnih predstava.